# Wjaczesław Hrozny
Wjaczesław Wiktorowycz Hrozny, ukr. В'ячеслав Вікторович Грозний, ros. Вячеслав Викторович Грозный, Wiaczesław Wiktorowicz Grozny (ur. 12 lipca 1956 we wsi Ołeniwka w obwodzie chmielnickim) – ukraiński piłkarz, grający na pozycji pomocnika, trener piłkarski.

## Kariera piłkarska
Karierę piłkarską rozpoczął w miejscowym klubie Podillia Kamieniec Podolski. Jako piłkarz występował potem w zespołach Kombajnobudiwnyk Tarnopol i Nywa Brzeżany oraz amatorskich drużynach w Chmielnickim i Równem.

## Kariera szkoleniowa
Po ukończeniu Instytutu Pedagogicznego w Łucku rozpoczął pracę szkoleniową. Był asystentem pierwszego trenera w klubach z Zaporoża: Torpedzie i Metałurhu.
W czerwcu 1988 razem z głównym trenerem Ołeksandrem Tomachem przeszedł do Nywy Winnica. Kiedy w sierpniu 1990 Tomach powrócił do Zaporoża, samodzielnie przez następne lata prowadził Nywę Winnica. Wywalczył z nią największy sukces w historii klubu, czyli awans do ekstraklasy w 1991 roku. Jednak podczas kolejnych rozgrywek został zwolniony już po pięciu meczach, a Nywa ostatecznie pożegnała się z ligą.
Od połowy lat 90. do 2002 roku – z krótkimi przerwami – związany był z Olegiem Romancewem, któremu jako asystent pomagał w Spartaku Moskwa. Wspólnie wywalczyli pięć tytułów mistrza Rosji.
W międzyczasie Hrozny dwukrotnie podejmował się prowadzenie zespołów w charakterze pierwszego trenera: w Dniprze Dniepropetrowsku (1996–1997) i Lewskim Sofia (1998). W obu zanotował znaczące osiągnięcia: prowadzone przez niego Dnipro dotarło do finału Pucharu Ukrainy i zajęło czwarte miejsce w lidze, a Lewski zdobył mistrzostwo Bułgarii. Sam Hrozny otrzymał tytuły najlepszego trenera na Ukrainie (1996) i w Bułgarii (1998).
Po ostatecznym rozstaniu ze Spartakiem latem 2001 roku objął stanowisko głównego trenera nowo utworzonego klubu Arsenał Kijów. Z Arsenałem utrzymał status ligowego średniaka: rozgrywki 2002-2003 i 2003–2004 klub kończył odpowiednio na piątym i dziewiątym miejscu. W 2006 prowadził krótko Metałurh Zaporoże. Potem powrócił do Rosji, gdzie bez sukcesów pracował – od lipca 2008 do października 2009 – w Tereku Grozny. Odszedł, tłumacząc się kłopotami zdrowotnymi.
30 października 2009 bułgarskie media podały, że jest faworytem do ponownego objęcia stanowiska szkoleniowca w Lewskim Sofia. Ostatecznie trenerem mistrza Bułgarii został Georgi Iwanow, a Hrozny – 28 stycznia 2010 – powrócił do pracy w Arsenale Kijów. Ale już 16 kwietnia 2010 po niespodziewanej domowej porażce 1:6 z Tawriją podał się do dymisji. W grudniu 2011 objął stanowisko głównego trenera kazachskiego klubu Tobył Kostanaj, w którym pracował do końca grudnia 2012 roku. 18 czerwca 2013 roku stał na czele Howerły Użhorod. Po zakończeniu sezonu 2015/16 klub z Użhoroda został rozwiązany i trener pozostał bez pracy, ale już 25 października 2016 objął prowadzenie gruzińskiego Dinama Tbilisi. 13 lutego 2017 z powodu problemów rodzinnych zrezygnował z pracy w gruzińskim klubie. 16 sierpnia 2017 został mianowany na stanowisko głównego trenera kazachskiego Irtyszu Pawłodar, z którym pracował do końca sezonu. 1 października 2018 ponownie stał na czele Arsenału Kijów. 9 stycznia 2019 opuścił kijowski klub. 30 grudnia 2019 podpisał kontrakt z Szachtiorem Karaganda.

## Sukcesy i odznaczenia

### Sukcesy piłkarskie
- zdobywca Pucharu Ukraińskiej SRR spośród drużyn amatorskich: 1980

### Sukcesy szkoleniowe
- mistrz Rosji: 1994, 1996, 1999, 2000 i 2001 ze Spartakiem Moskwa (jako asystent)
- mistrz Bułgarii: 1998 z Lewskim Sofia
- finalista Pucharu Ukrainy: 1997 z Dniprem Dniepropetrowsk

### Sukcesy indywidualne
- najlepszy trener Ukrainy: 1996, 2002
- najlepszy trener Bułgarii: 1998

### Odznaczenia
- tytuł Zasłużonego Trenera Ukrainy
- tytuł Zasłużonego Trenera Rosji
- Order „Za zasługi” III klasy: 2004[15]